# Yanis Meziane
Yanis Meziane (* 26. Januar 2002 in Nishihara, Japan) ist ein französischer Leichtathlet, der im Mittelstreckenlauf an den Start geht.

## Sportliche Laufbahn
Yanis Meziane bestritt im Jahr 2019 erste Wettkämpfe auf nationaler Ebene und belegte damals den vierten Platz im 400-Meter-Lauf bei den französischen U18-Meisterschaften. Bis 2020 steigerte er seine 800-Meter-Bestzeit auf 1:52,21 min. 2021 nahm er zum ersten Mal an den nationalen Meisterschaften bei den Erwachsenen teil. Im Laufe der Freiluftsaison steigerte er seine Bestzeit über 800 Meter zunächst auf 1:48,04 min. Damit konnte er im Juli bei den U20-Europameisterschaften in Tallinn an den Start gehen. Dort zog er bis in das Finale ein, in dem er knapp hinter seiner Bestzeit zurückblieb und die Bronzemedaille gewinnen konnte. Einen Monat später trat er in Kenia auch bei den U20-Weltmeisterschaften an. Im Vorlauf stellte er in 1:47,28 min eine neue Bestzeit auf und zog damit in das Halbfinale ein, in dem er schließlich nicht an den Start gehen konnte. 2022 wurde Meziane französischer U23-Meister in der Halle und im Freien. Zudem verpasste er bei den Meisterschaften der Erwachsenen jeweils knapp eine Medaille. Mitte Juni lief er in Straßburg eine neue Bestzeit von 1:45,52 min. Damit qualifizierte er sich für die Europameisterschaften in München, bei denen er im August an den Start ging. Dort belegte er in seinem Vorlauf den fünften Platz, womit er den Einzug in das Halbfinale verpasste. 2023 lief Meziane Anfang Juni in Paris zum ersten Mal die 800 Meter unter 1:45,00 min, womit er sich vorzeitig für die Olympischen Sommerspiele 2024 am selben Ort qualifizierte. Mitte Juli ging er bei den U23-Europameisterschaften in Espoo an den Start. Dort konnte er sich im Finale mit einer Zeit von 1:45,92 min den Titel sichern. Einen Monat später trat er in Budapest zum ersten Mal bei Leichtathletik-Weltmeisterschaften an. Er konnte in das Halbfinale einziehen, in dem er seine Bestzeit aus dem Juli in 1:44,30 min bestätigte. Als Vierter seines Laufes verpasste er knapp den Einzug in das Finale. Kurz nach den Weltmeisterschaften, lief er beim Diamond-League-Meeting in Brüssel die 800 Meter erstmals unterhalb von 1:44,00 min.

## Wichtige Wettbewerbe
| Jahr                   | Veranstaltung             | Ort                    | Platz                  | Disziplin              | Zeit                   |
| Startet für Frankreich | Startet für Frankreich    | Startet für Frankreich | Startet für Frankreich | Startet für Frankreich | Startet für Frankreich |
| ---------------------- | ------------------------- | ---------------------- | ---------------------- | ---------------------- | ---------------------- |
| 2021                   | U20-Europameisterschaften | Tallinn                | 3.                     | 800 m                  | 1:48,56 min            |
| 2021                   | U20-Weltmeisterschaften   | Nairobi                |                        | 800 m                  | DNS (Halbfinale)       |
| 2022                   | Europameisterschaften     | München                | 20.                    | 800 m                  | 1:47,82 min            |
| 2023                   | U23-Europameisterschaften | Espoo                  | 1.                     | 800 m                  | 1:45,92 min            |
| 2023                   | Weltmeisterschaften       | Budapest               | 9.                     | 800 m                  | 1:44,30 min            |

## Persönliche Bestleistungen
Freiluft
- 800 m: 1:43,94 min, 8. September 2023, Brüssel

Halle
- 800 m: 1:46,08 min, 10. Februar 2024, Liévin